# Col du Berthiand
Le col du Berthiand est un col de montagne routier à 780 m d'altitude, situé dans la montagne de Berthiand qui domine les gorges de l'Ain, dans le massif du Jura.

## Toponymie
Son nom, à l'instar de ceux de la montagne de Berthiand et du hameau du Berthiand, serait issu de Bertoldingos (« chez les Bertoldingi »), dérivation du nom de famille Bertoald.

## Géographie
Le col se trouve dans le département de l'Ain en France et relie les villes de Serrières-sur-Ain et de Nurieux-Volognat.
L'ascension par Serrières-sur-Ain fait environ 6 km et la déclivité est de 7,8 % avec un maximum à 15 %.

## Cyclisme
Le Tour de France est passé quatre fois par le col du Berthiand. Il emprunte le versant ouest (depuis Serrières-sur-Ain) pour la première fois lors de l'édition 2016.
| Année | Étape | Parcours                 | Premier au sommet                 | Versant | Catégorie |
| ----- | ----- | ------------------------ | --------------------------------- | ------- | --------- |
| 1991  | 20    | Aix-les-Bains – Mâcon    | Claudio Chiappucci (Carrera)      | Est     | 2         |
| 2002  | 18    | Cluses – Bourg-en-Bresse | Jörg Jaksche (ONCE-Eroski)        | Est     | 2         |
| 2006  | 18    | Morzine – Mâcon          | Sylvain Calzati (AG2R Prévoyance) | Est     | 2         |
| 2016  | 15    | Bourg-en-Bresse – Culoz  | Rafał Majka (Tinkoff)             | Ouest   | 1         |

Dans un passé plus lointain, le coureur cycliste luxembourgeois Charly Gaul s'y illustra, en particulier lors du Circuit des Six-Provinces 1954 mais également lors du Tour des provinces du Sud-Est 1955.